# Ana Foxxx

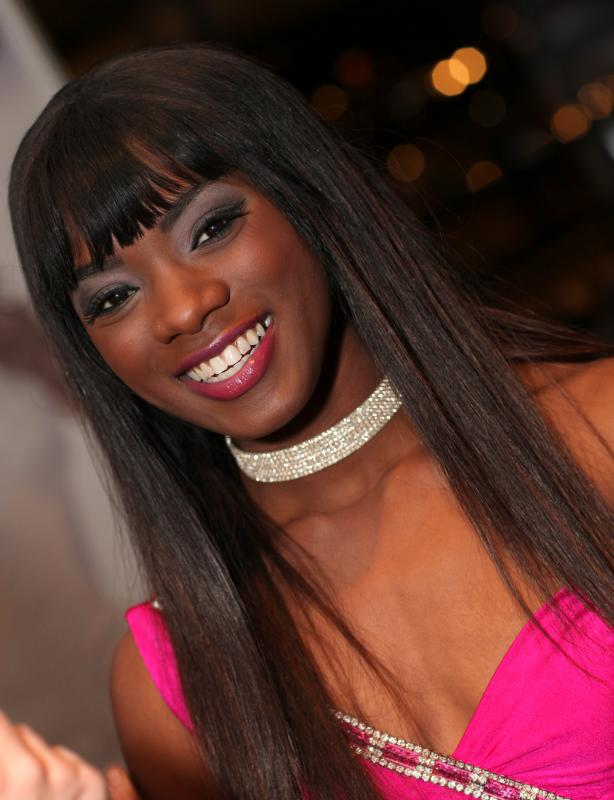
Ana Foxxx (2013)

Ana Foxxx (* 29. Oktober 1988 in Rialto, Kalifornien als Savana Maisah Johnson) ist eine US-amerikanische Pornodarstellerin.

## Leben
Vor ihrem Einstieg in die Pornoindustrie war Foxxx als Mannequin tätig.
Foxxx hat Filme mit Gesellschaften wie Adam & Eve, Evil Angel, Jules Jordan Video, Brazzers, Wicked Pictures und Pure Play Media produziert. Sie ist bekannt für ihre Darstellungen in Filmen des Genre „Ebony“, dazu beteiligte sie sich an mehreren Porno-Parodien.
Am 2. Oktober 2017 war Foxxx aus Anlass des von Amber Rose veranstalteten Slutwalks Teil der von Künstlerin Maggie West vorgestellten 40 Nacktporträts.
Foxxx gewann 2018 den seit 2017 wieder verliehenen Urban X Award als beste Darstellerin. Aufgrund ihrer schauspielerischen Leistungen wurde sie für ihre non-Sex Rolle als Kianna in der Parodie Wonder Woman XXX: An Axel Braun Parody (2015) sowie für den Film This Ain’t Star Trek XXX 3 (2013) für die Rolle der Uhura gecastet. 2019 spielte sie in der Parodie Captain Marvel XXX: An Axel Braun Parody die Rolle der Monica Rambeau/Photon.
Abseits der Pornographie spielte sie im Film Tangerine L.A. des Regisseurs Sean Baker aus dem Jahr 2015 die Rolle der Selena.

## Auszeichnungen

### Siege
- 2018: Urban X Award — Female Performer of the Year
- 2018: XBIZ Award — Best Sex Scene – All-Sex Release (Axel Braun's Brown Sugar, 2017)
- 2018: Xcritic Award — Underrated Starlet
- 2019: AVN Award — Best Group Sex Scene (After Dark, 2018)
- 2022: XBIZ Award - Best Sex Scene — All-Girl (Ana Foxxx & Scarlit Scandal, in Sweet Sweet Sally Mae (Adult Time))[3]
- 2022: XBIZ Award - Best Sex Scene — Virtual Reality (Ana Foxxx, Daya Knight, Sommer Isabella, September Reign & John Strong, in Wicked Wedding (SexLikeReal))[3]

### Nominierungen
- 2012: Urban X Award — Rising Star (Female)
- 2013: AVN Award — Best New Starlet
- 2013: NightMoves Award — Best Ethnic Performer
- 2014: XBIZ Award — Best New Starlet
- 2014: AVN Award — Best Solo Sex Scene (My Gigantic Toys)
- 2015: AVN Award — Fan Award „Favourite Female Porn Star“
- 2016: AVN Award — Mainstream Star of the Year, Fan Awards „Social Media Star“ und „Favourite Female Porn Star“
- 2016: XRCO Awards — Mainstream Adult Media Favorite
- 2017: XRCO Awards — Unsung Siren of the Year
- 2020: AVN Award — Female Performer of the Year, Fan Award „Favourite Female Porn Star“

## Filmografie (Auswahl)
- 2012: Black Heat
- 2012: This Ain’t The Expendables XXX
- 2013: This Ain’t Star Trek XXX 3
- 2014–2018: Women Seeking Women 109, 154
- 2015: Black Lust
- 2015: Black Bombshells
- 2015: Wonder Woman XXX: An Axel Braun Parody
- 2016: DP Me 4
- 2016: Black Anal Asses
- 2016: Ghostbusters XXX Parody
- 2018: Gangbang Me 3
- 2018: Cumless: A Digital Playground XXX Parody
- 2018: Ana Foxxx Loves Womxn
- 2018: Showcases 1
- 2018: Black Valley Girls 2
- 2018: Carnal
- 2018: After Dark
- 2018: Deadpool XXX: An Axel Braun Parody
- 2019: My Interracial Family 2
- 2019: Porn’s Top Black Models 5
- 2019: Ebony Sex Addicts 6
- 2019: Anal Beauty 12
- 2019: Girls of Wrestling
- 2019: Threesome Fantasies 6
- 2019: Captain Marvel XXX: An Axel Braun Parody
- 2019: Dirty Wives Club 26
- 2019: Icons 4
- 2019: Femme Fatale
- 2020: Tonight’s Girlfriend 89
- 2020: Natural Beauties 13
- 2021: Matriarch